# Anthaxia herbertschmidi
Anthaxia herbertschmidi es una especie de escarabajo del género Anthaxia, familia Buprestidae. Fue descrita científicamente por Novak en 1992.